# Contea di Yeoncheon
La contea di Yeoncheon (Yeoncheon-gun; 연천군; 漣川郡) è una delle suddivisioni della provincia sudcoreana del Gyeonggi.